# Blassac
Blassac est une commune française située dans le département de la Haute-Loire, en région Auvergne-Rhône-Alpes.

## Géographie

### Situation
La commune est située sur un promontoire volcanique dominant le Val d'Allier en contrebas de Lavoûte-Chilhac.
Le petit ruisseau qui coule le long du village a laissé un témoignage sous la forme de petites orgues basaltiques (point de rencontre de la lave et de la rivière). Autre vestige de ce volcan, une ancienne carrière de pouzzolane rouge brique se trouve au-dessus du bourg.

#### Localisation
La commune de Blassac se trouve dans le département de la Haute-Loire, en région Auvergne-Rhône-Alpes.
Elle se situe à 55 km par la route du Puy-en-Velay, préfecture du département, à 21 km de Brioude, sous-préfecture, et à 21 km de Mazeyrat-d'Allier, bureau centralisateur du canton du Pays de Lafayette dont dépend la commune depuis 2015 pour les élections départementales.
Les communes les plus proches sont : 
Lavoûte-Chilhac (2,5 km), Saint-Cirgues (2,9 km), Saint-Ilpize (3,0 km), Villeneuve-d'Allier (3,3 km), Chilhac (3,3 km), Saint-Privat-du-Dragon (4,2 km), Aubazat (4,6 km), Saint-Austremoine (6,0 km).
| Villeneuve-d'Allier | Saint-Ilpize  | Saint-Privat-du-Dragon |
| Ally                | Blassac       | Chilhac                |
|                     | Saint-Cirgues | Lavoûte-Chilhac        |

### Climat
Pour des articles plus généraux, voir Climat d'Auvergne-Rhône-Alpes et Climat de la Haute-Loire.
En 2010, le climat de la commune est de type climat des marges montargnardes, selon une étude du Centre national de la recherche scientifique s'appuyant sur une série de données couvrant la période 1971-2000. En 2020, Météo-France publie une typologie des climats de la France métropolitaine dans laquelle la commune est exposée à un climat de montagne ou de marges de montagne et est dans la région climatique Nord-est du Massif Central, caractérisée par une pluviométrie annuelle de 800 à 1 200 mm, bien répartie dans l’année.
Pour la période 1971-2000, la température annuelle moyenne est de 10 °C, avec une amplitude thermique annuelle de 16,3 °C. Le cumul annuel moyen de précipitations est de 672 mm, avec 7,8 jours de précipitations en janvier et 6,6 jours en juillet. Pour la période 1991-2020, la température moyenne annuelle observée sur la station météorologique de Météo-France la plus proche, « Fontannes », sur la commune de Fontannes à 13 km à vol d'oiseau, est de 11,4 °C et le cumul annuel moyen de précipitations est de 611,9 mm,. Pour l'avenir, les paramètres climatiques de la commune estimés pour 2050 selon différents scénarios d'émission de gaz à effet de serre sont consultables sur un site dédié publié par Météo-France en novembre 2022.

## Urbanisme

### Typologie
Au 1er janvier 2024, Blassac est catégorisée commune rurale à habitat très dispersé, selon la nouvelle grille communale de densité à sept niveaux définie par l'Insee en 2022.
Elle est située hors unité urbaine et hors attraction des villes,.

### Occupation des sols
L'occupation des sols de la commune, telle qu'elle ressort de la base de données européenne d’occupation biophysique des sols Corine Land Cover (CLC), est marquée par l'importance des forêts et milieux semi-naturels (55,6 % en 2018), en diminution par rapport à 1990 (70,9 %). La répartition détaillée en 2018 est la suivante : 
forêts (49,6 %), zones agricoles hétérogènes (33,1 %), prairies (11,2 %), milieux à végétation arbustive et/ou herbacée (6 %). L'évolution de l’occupation des sols de la commune et de ses infrastructures peut être observée sur les différentes représentations cartographiques du territoire : la carte de Cassini (XVIIIe siècle), la carte d'état-major (1820-1866) et les cartes ou photos aériennes de l'IGN pour la période actuelle (1950 à aujourd'hui).

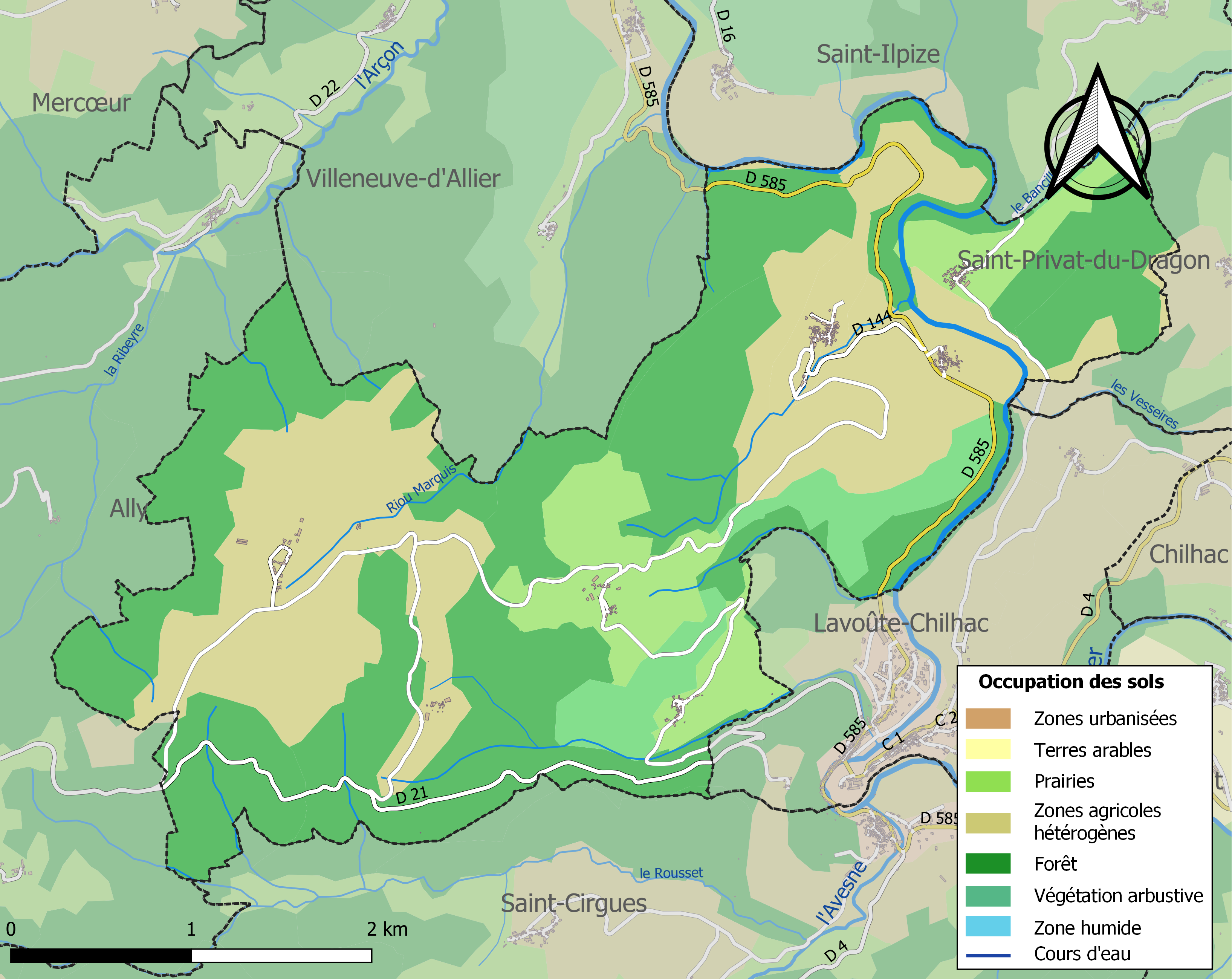
Carte des infrastructures et de l'occupation des sols de la commune en 2018 (CLC).
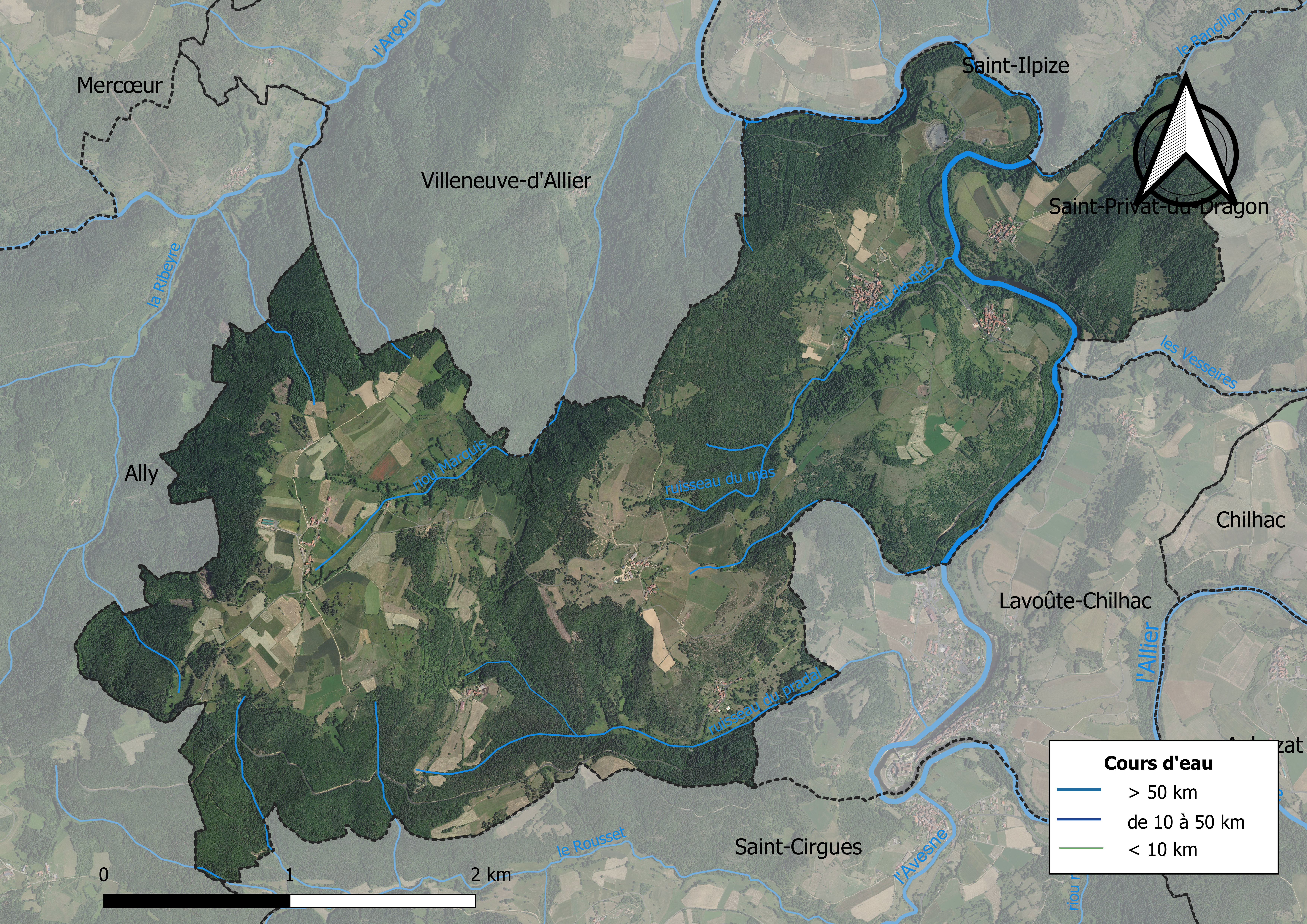
Carte orthophotographique de la commune.

### Habitat et logement
En 2018, le nombre total de logements dans la commune était de 135, alors qu'il était de 134 en 2013 et de 122 en 2008.
Parmi ces logements, 51,4 % étaient des résidences principales, 34,8 % des résidences secondaires et 13,8 % des logements vacants. Ces logements étaient pour 99,3 % d'entre eux des maisons individuelles et pour 0,7 % des appartements.
Le tableau ci-dessous présente la typologie des logements à Blassac en 2018 en comparaison avec celle de la Haute-Loire et de la France entière. Une caractéristique marquante du parc de logements est ainsi une proportion de résidences secondaires et logements occasionnels (34,8 %) supérieure à celle du département (16,1 %) et à celle de la France entière (9,7 %). Concernant le statut d'occupation de ces logements, 84,1 % des habitants de la commune sont propriétaires de leur logement (80 % en 2013), contre 70 % pour la Haute-Loire et 57,5 pour la France entière.
| Typologie                                               | Blassac | Haute-Loire | France entière |
| ------------------------------------------------------- | ------- | ----------- | -------------- |
| Résidences principales (en %)                           | 51,4    | 71,5        | 82,1           |
| Résidences secondaires et logements occasionnels (en %) | 34,8    | 16,1        | 9,7            |
| Logements vacants (en %)                                | 13,8    | 12,4        | 8,2            |

## Topologie
Le nom de Blassac pourrait provenir du terme gaulois blaca signifiant le chêne blanc (d'où les toponymes « Blache »).[réf. nécessaire] Une autre étymologie le fait descendre du gaulois *bledios, loup : *blediacon, « lieu infesté de loups » > *blasiacon.

## Histoire

### Préhistoire
Plusieurs sites préhistoriques sont cités pour la commune : les Blanches (brèche de maar) (1 km au sud-est de Blassac), la Girondie (650 m au nord-nord-ouest de Blassac), les Battants. Le site communément appelé « site de Blassac » est une ligne continue d’escarpements rocheux hauts de plus de 30 m. avec, d’amont en aval, espacés de 30 à 50 m, les locus de Blassac 1, 2, 4 et 5.
L'abri sous roche de Blassac 1 est en contrebas du village, dans la vallée du ruisseau du Mas, proche du débouché de cette vallée sur la rive gauche de l'Allier,.
Il est sous une coulée basaltique datée à environ 2 Ma. Il s'est formé (comme beaucoup d'autres abris sous roche du Velay) par le dégagement plus rapide de la partie prismée de la coulée basaltique, pendant les climats périglaciaires (Bout, 1973).
Découvert vers 1903-1904 par O. Costérisant (de Brioude), il a livré une industrie de la fin du Magdalénien dans son remplissage le plus récent ; et du Moustérien dans les couches les plus anciennes (Alaux, 1972),.
En 1989 un collectif a réexaminé une partie de la plus abondante série découverte en stratigraphie à cette date.
À proximité se trouvent plusieurs sites similaires, comme l'abri du Rond à Saint-Arcons-d'Allier (à 26 km en amont, 17 km au sud-est à vol d'oiseau ; son voisin le site de Tatevin sur Chanteuges, à 1 km en aval de l'abri du Rond, inclut plusieurs grottes et cavités rocheuses en rive droite de l'Allier et a livré du matériel de la fin du Magdalénien, dont de l'outillage microlithique (Virmont, Guérin, Daugas et al., 1972).

### Temps modernes
Une partie de la vie économique du village a reposé sur la viticulture[réf. nécessaire], richesse oubliée depuis près d'un siècle aujourd'hui.

## Politique et administration

### Découpage territorial
La commune de Blassac est membre de la communauté de communes des Rives du Haut Allier, un établissement public de coopération intercommunale (EPCI) à fiscalité propre créé le 27 décembre 2016 dont le siège est à Langeac. Ce dernier est par ailleurs membre d'autres groupements intercommunaux.
Sur le plan administratif, elle est rattachée à l'arrondissement de Brioude, au département de la Haute-Loire, en tant que circonscription administrative de l'État, et à la région Auvergne-Rhône-Alpes.
Sur le plan électoral, elle dépend du canton du Pays de Lafayette pour l'élection des conseillers départementaux, depuis le redécoupage cantonal de 2014 entré en vigueur en 2015, et de la deuxième circonscription de la Haute-Loire   pour les élections législatives, depuis le redécoupage électoral de 1986.

### Élections municipales et communautaires

#### Élections de 2020
Le conseil municipal de Blassac, commune de moins de 1 000 habitants, est élu au scrutin majoritaire plurinominal à deux tours avec candidatures isolées ou groupées et possibilité de panachage. Compte tenu de la population communale, le nombre de sièges à pourvoir lors des élections municipales de 2020 est de 11. Sur les vingt-deux candidats en lice, onze sont élus dès le premier tour, le 15 mars 2020, correspondant à la totalité des sièges à pourvoir, avec un taux de participation de 48,05 %.
Didier Hansmetzger est élu nouveau maire de la commune le 28 mai 2020.
Dans les communes de moins de 1 000 habitants, les conseillers communautaires sont désignés parmi les conseillers municipaux élus en suivant l’ordre du tableau (maire, adjoints puis conseillers municipaux) et dans la limite du nombre de sièges attribués à la commune au sein du conseil communautaire. Un siège est attribué à la commune au sein de la communauté de communes des Rives du Haut Allier.

#### Liste des maires
| Période                                  | Période  | Identité           | Étiquette | Qualité |
| ---------------------------------------- | -------- | ------------------ | --------- | ------- |
| Les données manquantes sont à compléter. |          |                    |           |         |
| mars 2001                                | 2020     | Francis Rome       | DVG       |         |
| 2020                                     | En cours | Didier Hansmetzger |           |         |

## Population et société

### Démographie

#### Évolution démographique
L'évolution du nombre d'habitants est connue à travers les recensements de la population effectués dans la commune depuis 1793. Pour les communes de moins de 10 000 habitants, une enquête de recensement portant sur toute la population est réalisée tous les cinq ans, les populations de référence des années intermédiaires étant quant à elles estimées par interpolation ou extrapolation. Pour la commune, le premier recensement exhaustif entrant dans le cadre du nouveau dispositif a été réalisé en 2005.

En 2022, la commune comptait 129 habitants, en évolution de −7,19 % par rapport à 2016 (Haute-Loire : +0,36 %, France hors Mayotte : +2,11 %).
| 1793 | 1800 | 1806 | 1821 | 1831 | 1836 | 1841 | 1846 | 1851 |
| ---- | ---- | ---- | ---- | ---- | ---- | ---- | ---- | ---- |
| 641  | 558  | 760  | 706  | 708  | 678  | 691  | 654  | 635  |

| 1856 | 1861 | 1866 | 1872 | 1876 | 1881 | 1886 | 1891 | 1896 |
| ---- | ---- | ---- | ---- | ---- | ---- | ---- | ---- | ---- |
| 625  | 569  | 558  | 519  | 588  | 600  | 591  | 575  | 598  |

| 1901 | 1906 | 1911 | 1921 | 1926 | 1931 | 1936 | 1946 | 1954 |
| ---- | ---- | ---- | ---- | ---- | ---- | ---- | ---- | ---- |
| 562  | 504  | 506  | 377  | 340  | 321  | 289  | 237  | 192  |

| 1962 | 1968 | 1975 | 1982 | 1990 | 1999 | 2005 | 2006 | 2010 |
| ---- | ---- | ---- | ---- | ---- | ---- | ---- | ---- | ---- |
| 190  | 174  | 146  | 143  | 130  | 121  | 137  | 141  | 152  |

| 2015 | 2020 | 2022 | - | - | - | - | - | - |
| ---- | ---- | ---- | - | - | - | - | - | - |
| 141  | 134  | 129  | - | - | - | - | - | - |

#### Pyramide des âges
La population de la commune est relativement âgée.
En 2018, le taux de personnes d'un âge inférieur à 30 ans s'élève à 17,2 %, soit en dessous de la moyenne départementale (31 %). À l'inverse, le taux de personnes d'âge supérieur à 60 ans est de 47 % la même année, alors qu'il est de 31,1 % au niveau départemental.
En 2018, la commune comptait 62 hommes pour 73 femmes, soit un taux de 54,07 % de femmes, largement supérieur au taux départemental (50,87 %).
Les pyramides des âges de la commune et du département s'établissent comme suit.
| Hommes | Classe d’âge | Femmes |
| ------ | ------------ | ------ |
| 0,0    | 90 ou +      | 1,4    |
| 12,9   | 75-89 ans    | 8,3    |
| 38,7   | 60-74 ans    | 33,3   |
| 24,2   | 45-59 ans    | 20,8   |
| 9,7    | 30-44 ans    | 16,7   |
| 4,8    | 15-29 ans    | 4,2    |
| 9,7    | 0-14 ans     | 15,3   |

| Hommes | Classe d’âge | Femmes |
| ------ | ------------ | ------ |
| 0,9    | 90 ou +      | 2,5    |
| 8,4    | 75-89 ans    | 11,7   |
| 20,4   | 60-74 ans    | 20,5   |
| 21,3   | 45-59 ans    | 20,3   |
| 16,8   | 30-44 ans    | 16,3   |
| 15,2   | 15-29 ans    | 13,2   |
| 17     | 0-14 ans     | 15,6   |

## Économie

### Emploi
| Division       | 2008  | 2013  | 2018  |
| -------------- | ----- | ----- | ----- |
| Commune        | 8,5 % | 9,7 % | 9,5 % |
| Département    | 6,3 % | 7,7 % | 7,7 % |
| France entière | 8,3 % | 10 %  | 10 %  |

En 2018, la population âgée de 15 à 64 ans s'élève à 75 personnes, parmi lesquelles on compte 70,3 % d'actifs (60,8 % ayant un emploi et 9,5 % de chômeurs) et 29,7 % d'inactifs,. En  2018, le taux de chômage communal (au sens du recensement) des 15-64 ans est supérieur à celui du département, mais inférieur à celui de la France, alors qu'il était supérieur à celui de la France en 2008.
La commune est hors attraction des villes,. Elle compte 20 emplois en 2018, contre 24 en 2013 et 21 en 2008. Le nombre d'actifs ayant un emploi résidant dans la commune est de 48, soit un indicateur de concentration d'emploi de 41,6 % et un taux d'activité parmi les 15 ans ou plus de 47 %.
Sur ces 48 actifs de 15 ans ou plus ayant un emploi, 18 travaillent dans la commune, soit 38 % des habitants. Pour se rendre au travail, 70,8 % des habitants utilisent un véhicule personnel ou de fonction à quatre roues, 2,1 % les transports en commun, 6,2 % s'y rendent en deux-roues, à vélo ou à pied et 20,8 % n'ont pas besoin de transport (travail au domicile).

## Culture locale et patrimoine

### Lieux et monuments
- Croix de Blassac, classée monument historique en 1907
- Croix du Mas, inscrite monument historique en 1930
- Pié Rouge
- L'église :

L'église Saint-Roch de Blassac est considérée[Par qui ?] comme un véritable joyau. Le thème principal est la description des moments clés de la vie de la Vierge. D'où son autre nom : église de l'Assomption.
Odilon de Mercœur est très probablement[réf. nécessaire] à l'origine de la venue dans le Val d'Allier et le Val de Sénouire d'artistes d'Europe centrale qui ont orné les murs de fresques. La présence voisine de l'abbaye clunisienne Lavoûte Chillac est à inscrire dans ce même élan. Odilon est très vraisemblablement[réf. nécessaire] l'un des personnages représentés sur l'une des fresques à droite du chœur.
Quelques fresques :
À gauche du chœur :
- Marie en dormition sous une couverture royale

Au fond du chœur :
- Les « âmes sœurs » Marie et Élisabeth de la visitation avec une imbrication symbolique étonnante du blanc et du rouge des deux manteaux. Élisabeth qui a en fait 80 ans est représentée ici comme une jeune fille. Une très belle icône de la tendresse.
- La Résurrection des morts heureux de sortir de leurs cercueils.
- Saint Michel terrassant le dragon dont la perversité est indiquée par sa queue qui fait un nœud.

Au droite du chœur :
- Le couronnement de la Vierge dans un somptueux manteau de velours, entourée d'anges musiciens dont un « cornemuseux », un joueur de luth, un organiste et un joueur de triangle.
- Saint Thomas recevant la ceinture de la Vierge pour ne plus douter de sa montée au Ciel.
- Saint Georges terrassant le serpent faisant écho à saint Michel (chacun sera ainsi mis à l'épreuve dans sa lutte contre le Mal en fonction des talents qui lui auront été donnés).

Sur la voûte :
- Dieu en gloire avec le tétramorphe des quatre évangélistes.
- Superposition du Christ crucifié sur le Golgotha avec une autre fresque.

### Héraldique
| Blason à dessiner | Blason  | Parti: au 1er de sinople à la grappe de raisin de pourpre, tigée et feuillée d'or, au 2e d'azur au poisson contourné d'argent et courbé en barre; le tout sommé d'un chef de gueules chargé d'une coquille d'argent accostée de deux feuilles de chêne du même posées, celle de dextre en bande et celle de senestre en barre. |
| Blason à dessiner | Détails | Le statut officiel du blason reste à déterminer. |